# Jõgeva
Jõgeva es una pequeña ciudad de Estonia con una población de aproximadamente 6.000 habitantes (2004). Es el centro administrativo del condado de Jõgeva.
Jõgeva adquirió el estatus de ciudad el 1 de mayo de 1938.

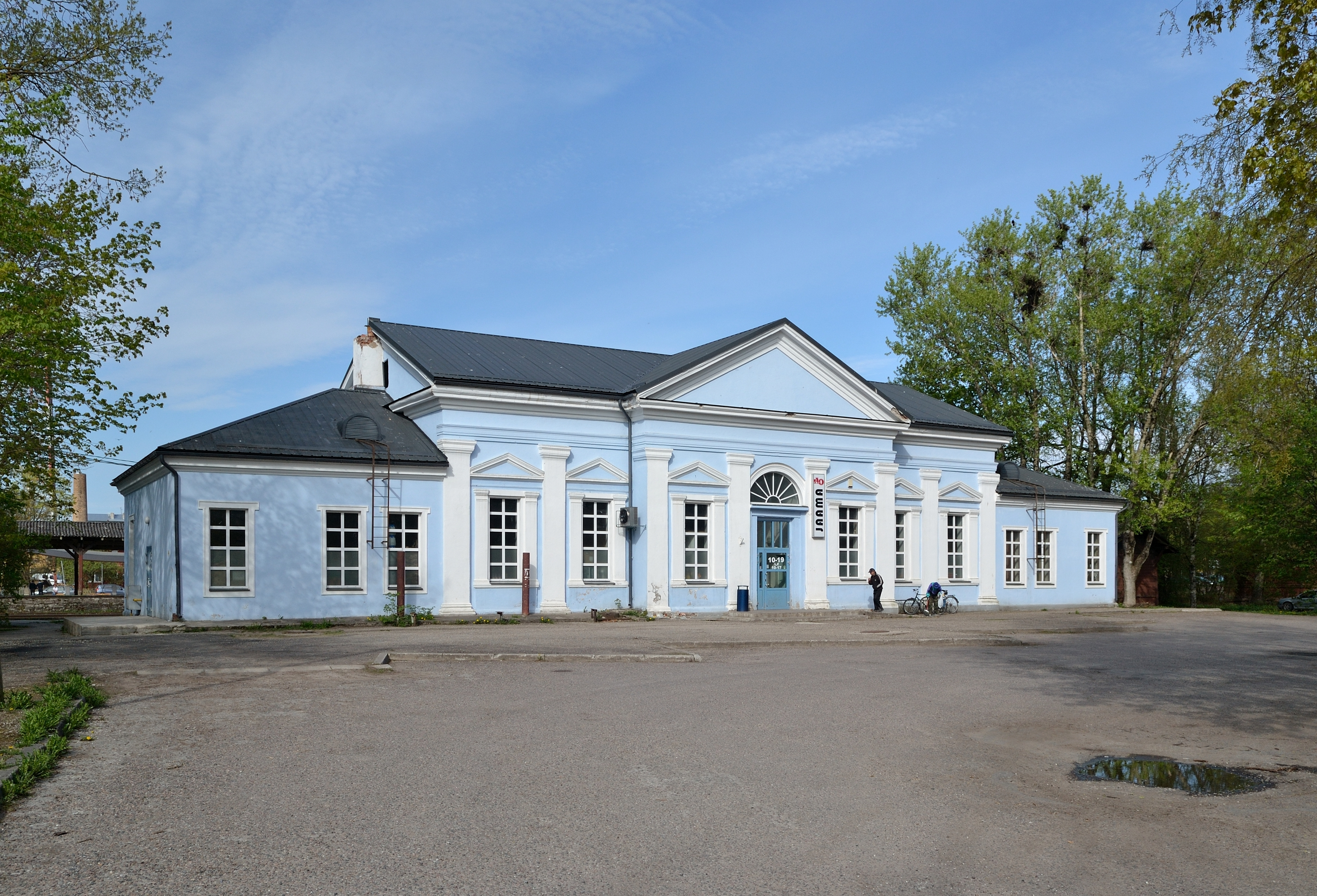
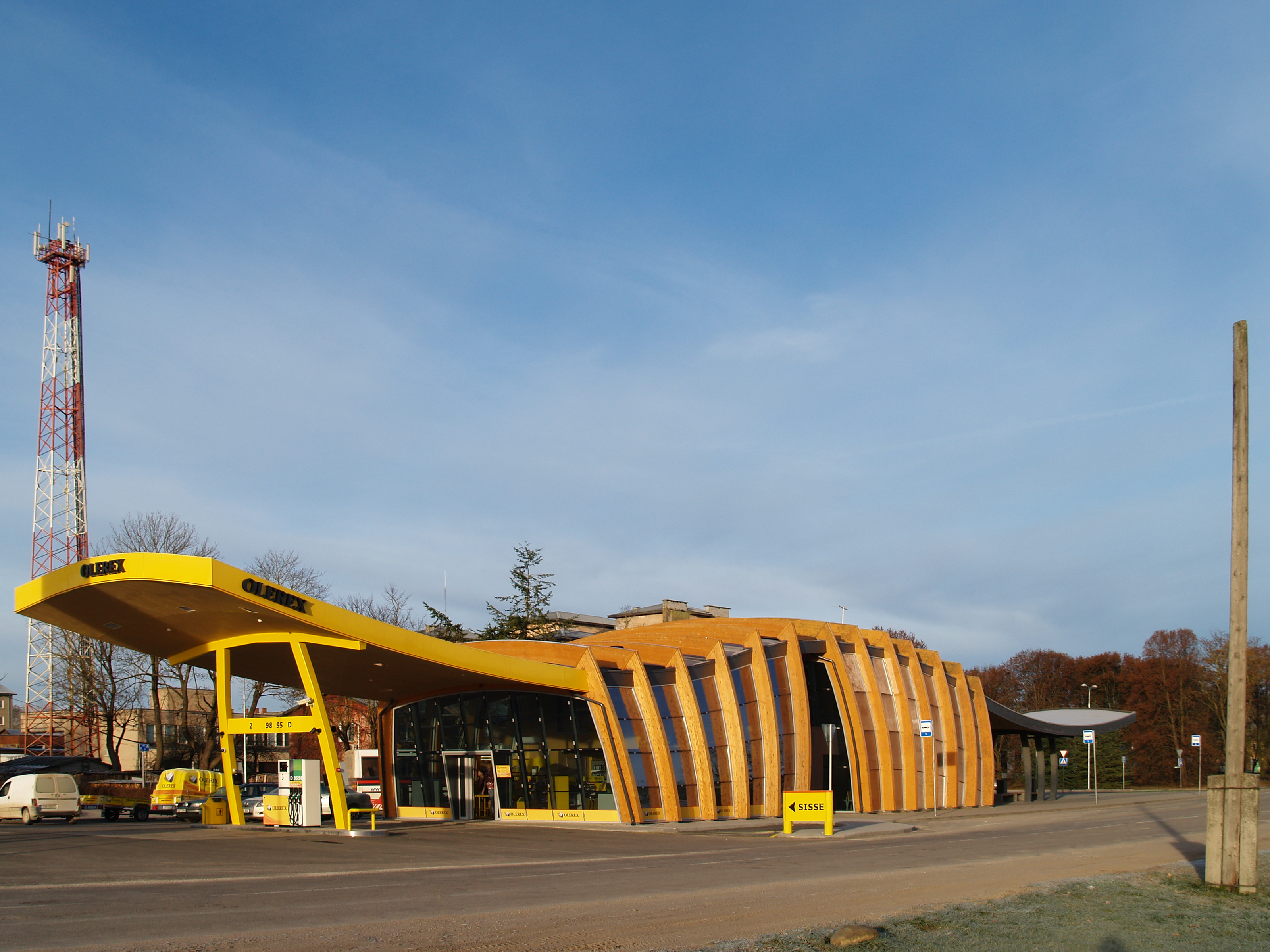
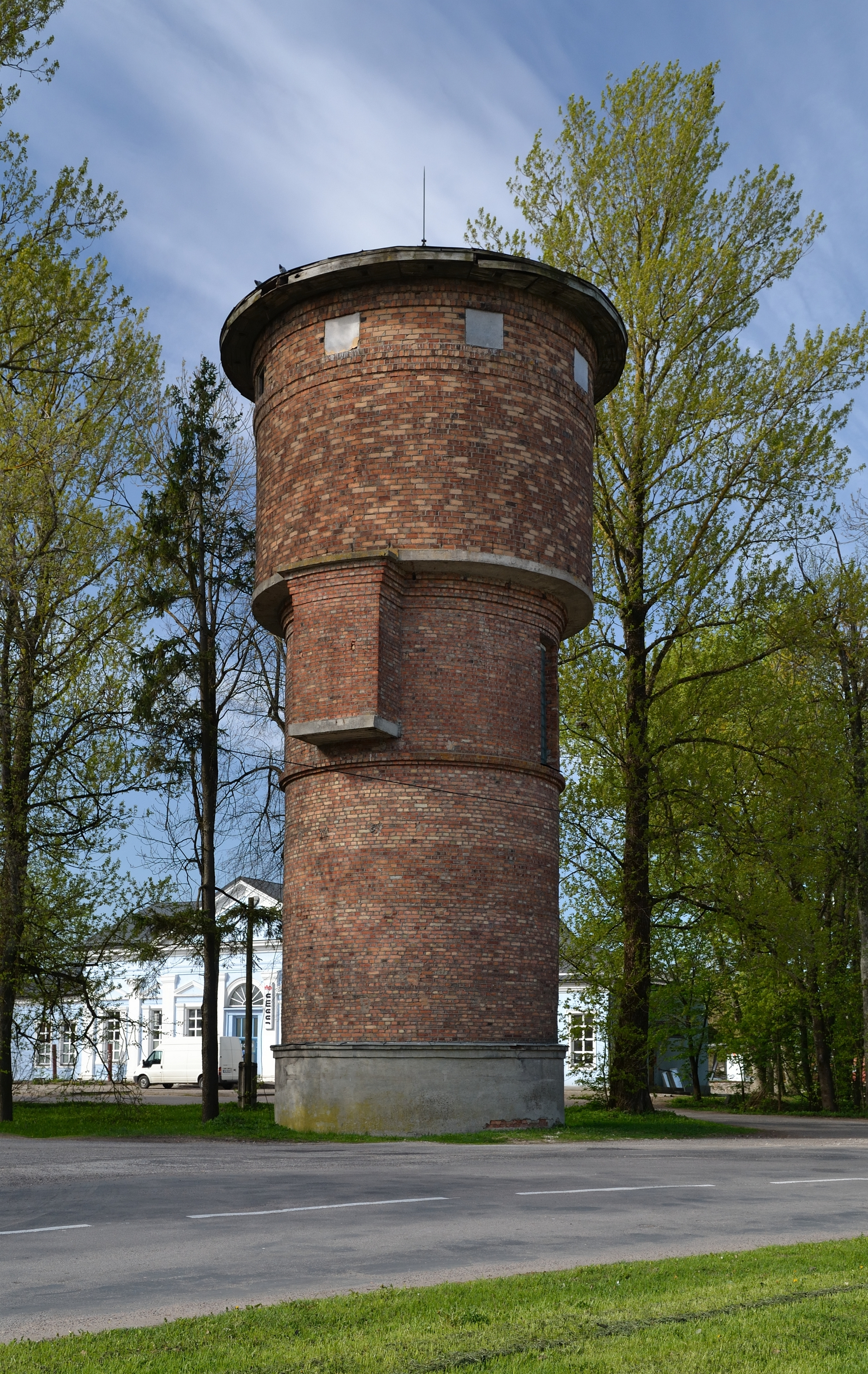
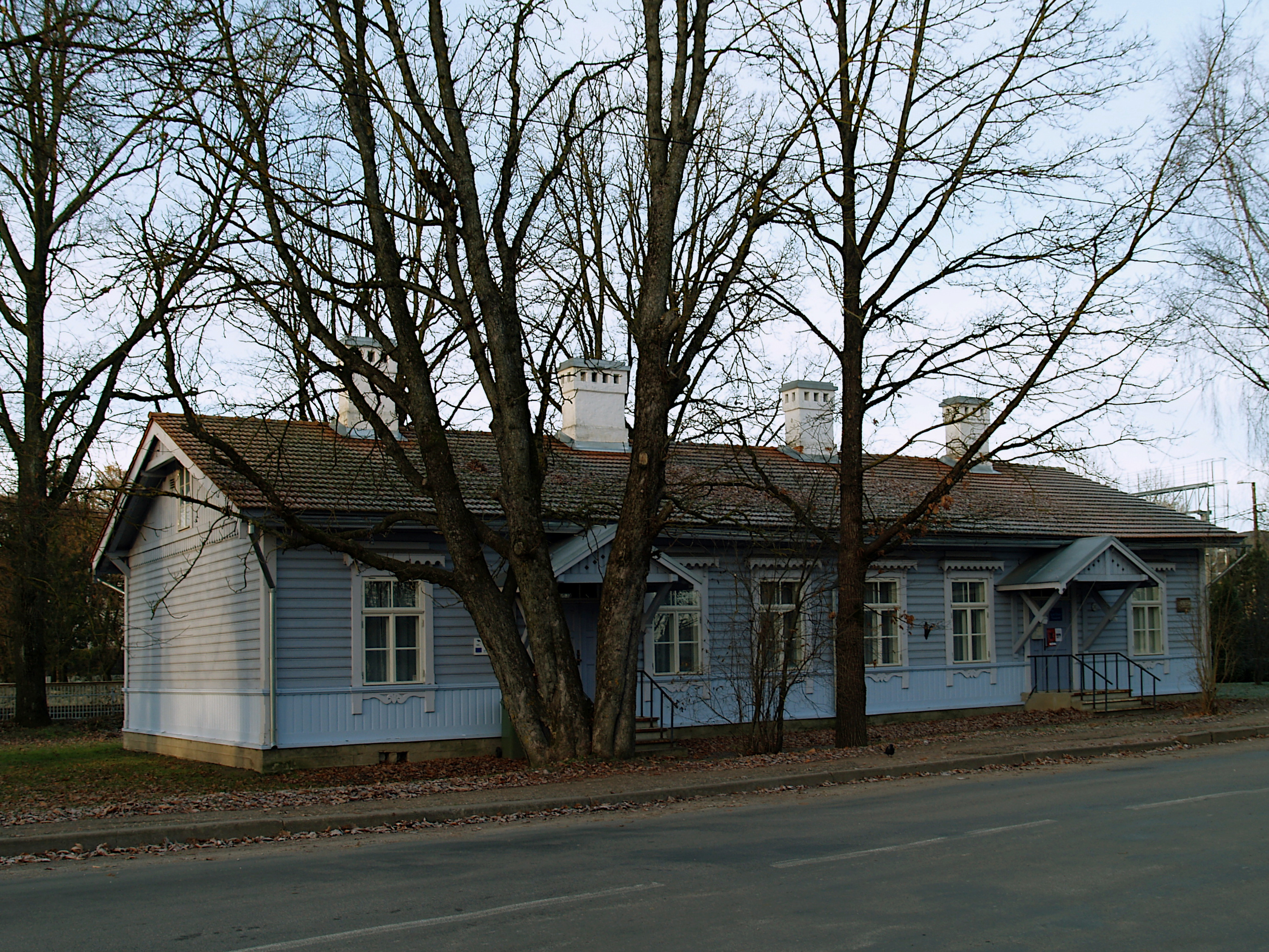
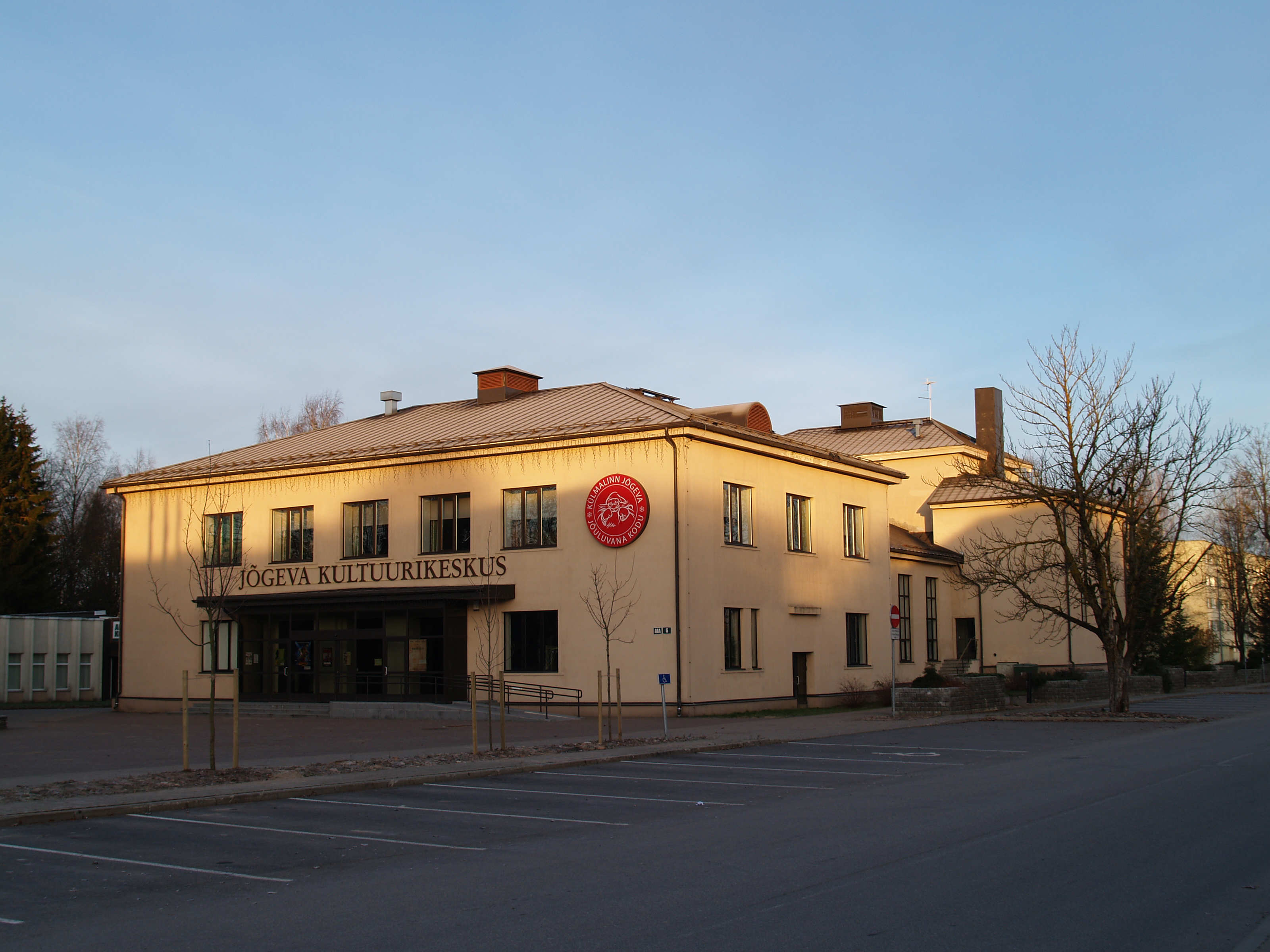

## Clima
| Parámetros climáticos promedio de Jõgeva (1991-2020)      | Parámetros climáticos promedio de Jõgeva (1991-2020) | Parámetros climáticos promedio de Jõgeva (1991-2020) | Parámetros climáticos promedio de Jõgeva (1991-2020) | Parámetros climáticos promedio de Jõgeva (1991-2020) | Parámetros climáticos promedio de Jõgeva (1991-2020) | Parámetros climáticos promedio de Jõgeva (1991-2020) | Parámetros climáticos promedio de Jõgeva (1991-2020) | Parámetros climáticos promedio de Jõgeva (1991-2020) | Parámetros climáticos promedio de Jõgeva (1991-2020) | Parámetros climáticos promedio de Jõgeva (1991-2020) | Parámetros climáticos promedio de Jõgeva (1991-2020) | Parámetros climáticos promedio de Jõgeva (1991-2020) | Parámetros climáticos promedio de Jõgeva (1991-2020) |
| Mes                                                       | Ene.                                                 | Feb.                                                 | Mar.                                                 | Abr.                                                 | May.                                                 | Jun.                                                 | Jul.                                                 | Ago.                                                 | Sep.                                                 | Oct.                                                 | Nov.                                                 | Dic.                                                 | Anual                                                |
| --------------------------------------------------------- | ---------------------------------------------------- | ---------------------------------------------------- | ---------------------------------------------------- | ---------------------------------------------------- | ---------------------------------------------------- | ---------------------------------------------------- | ---------------------------------------------------- | ---------------------------------------------------- | ---------------------------------------------------- | ---------------------------------------------------- | ---------------------------------------------------- | ---------------------------------------------------- | ---------------------------------------------------- |
| Temp. máx. abs. (°C)                                      | 9.6                                                  | 10.0                                                 | 17.2                                                 | 27.1                                                 | 30.5                                                 | 33.1                                                 | 33.4                                                 | 34.6                                                 | 29.6                                                 | 20.8                                                 | 13.1                                                 | 11.2                                                 | 34.6                                                 |
| Temp. máx. media (°C)                                     | −2.0                                                 | −2.0                                                 | 2.8                                                  | 10.5                                                 | 16.7                                                 | 20.5                                                 | 23.1                                                 | 21.6                                                 | 16.2                                                 | 8.9                                                  | 3.0                                                  | −0.3                                                 | 9.9                                                  |
| Temp. media (°C)                                          | −4.5                                                 | −5.1                                                 | −1.3                                                 | 5.1                                                  | 10.9                                                 | 15.0                                                 | 17.5                                                 | 16.0                                                 | 11.3                                                 | 5.6                                                  | 0.9                                                  | −2.3                                                 | 5.8                                                  |
| Temp. mín. media (°C)                                     | −7.5                                                 | −8.5                                                 | −5.3                                                 | 0.4                                                  | 4.7                                                  | 9.1                                                  | 11.6                                                 | 10.7                                                 | 6.8                                                  | 2.5                                                  | −1.4                                                 | −4.8                                                 | 1.5                                                  |
| Temp. mín. abs. (°C)                                      | −43.5                                                | −39.0                                                | −34.0                                                | −23.7                                                | −8.5                                                 | −3.0                                                 | 0.5                                                  | 0.0                                                  | −8.4                                                 | −18.5                                                | −26.0                                                | −40.2                                                | −43.5                                                |
| Precipitación total (mm)                                  | 50                                                   | 39                                                   | 36                                                   | 34                                                   | 45                                                   | 85                                                   | 65                                                   | 90                                                   | 52                                                   | 69                                                   | 55                                                   | 52                                                   | 672                                                  |
| Días de precipitaciones (≥ 1 mm)                          | 11                                                   | 9                                                    | 9                                                    | 8                                                    | 8                                                    | 9                                                    | 11                                                   | 11                                                   | 11                                                   | 12                                                   | 13                                                   | 13                                                   | 125                                                  |
| Horas de sol                                              | 31.2                                                 | 61.0                                                 | 124.0                                                | 177.0                                                | 268.0                                                | 276.6                                                | 276.1                                                | 227.7                                                | 140.2                                                | 81.8                                                 | 29.8                                                 | 17.9                                                 | 1711.3                                               |
| Humedad relativa (%)                                      | 90                                                   | 87                                                   | 80                                                   | 72                                                   | 68                                                   | 73                                                   | 73                                                   | 79                                                   | 83                                                   | 88                                                   | 91                                                   | 91                                                   | 81.3                                                 |
| Fuente: Servicio de meteorología e hidrografía de Estonia |                                                      |                                                      |                                                      |                                                      |                                                      |                                                      |                                                      |                                                      |                                                      |                                                      |                                                      |                                                      |                                                      |

## Ciudades hermanadas
- Karlstad,  Suecia
- Keuruu,  Finlandia
- Kaarina,  Finlandia